# Dziga Vértov
Dziga Vértov (en ruso, Дзига Вертов) es el seudónimo de Denís Abrámovich Káufman (Białystok, Gobernación de Grodno, Imperio ruso, actualmente en Polonia, 2 de enero de 1896-Moscú, URSS, 12 de febrero de 1954), director de cine vanguardista soviético, autor de obras experimentales, como El hombre de la cámara (Человек с киноаппаратом, 1929), que revolucionaron el género documental. 

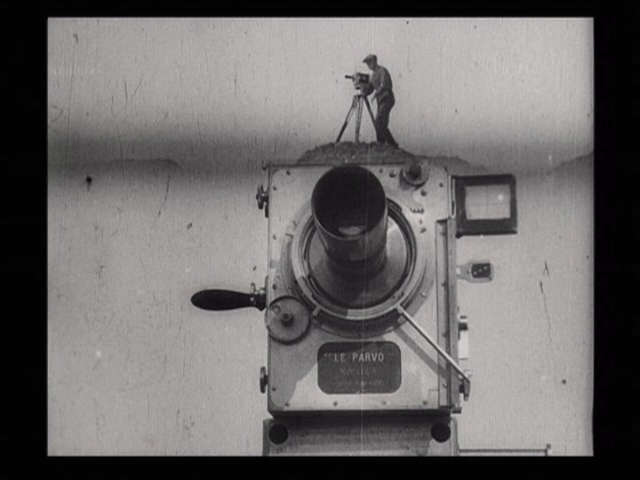
Fotograma de El hombre de la cámara.

## Biografía
Denís Abrámovich Káufman nació en 1896 en el seno de una familia judía en Bialystok, ciudad perteneciente en aquellos años al Imperio ruso. Su hermano menor era el futuro director de fotografía Mijaíl Kaufman y su hermano mayor el futuro director de fotografía Borís Kaufman. En su juventud, rusificó su patrónimo, convirtiéndolo en Arkádievich (en lugar de Abrámovich). Estudió música en el conservatorio de Bialystok hasta que su familia, huyendo del avance del ejército alemán durante la I Guerra Mundial, se trasladó a Moscú en 1915. Poco después, se instalaron en San Petersburgo, donde Kaufman inició la carrera de Medicina y comenzó a escribir, tanto poesía como narraciones satíricas y de ciencia ficción. 
Interesado por el futurismo, adoptó el seudónimo de Dziga Vértov, que significa algo así como "gira, peonza" en ucraniano. En 1918, tras la revolución,  el Comité del Cine de Moscú lo contrató para trabajar en Kino-Nedelia ("Cine-Semana", semanario cinematográfico de noticias de actualidad soviético), en Moscú. Trabajó montando noticiarios cinematográficos durante tres años. Entre sus compañeros estaban Lev Kuleshov, que por aquellos años estaba llevando a cabo sus famosos experimentos de montaje, y Eduard Tissé, futuro cámara de Serguéi Eisenstein. 
Su primera película como director fue El aniversario de la Revolución (1919), seguida de La batalla de Tsaritsyn (1920), El tren Lenin (1921), Historia de la guerra civil (1922) y Cine-ojo: La vida al imprevisto (1924). En estas películas, Vértov exploró las posibilidades del montaje, ensamblando fragmentos de película sin tener en cuenta su continuidad formal, temporal ni lógica, buscando sobre todo un efecto poético que pudiera impactar a los espectadores.  
En 1919, Vértov y otros jóvenes cineastas, entre los que se encontraba su futura esposa Yelizaveta Svílova, crearon un grupo llamado Kinoki (Cine-Ojo). Más tarde se les uniría también el hermano de Vértov, Mijaíl Kaufman. Entre 1922 y 1923, Vértov y Svílova publicaron varios manifiestos en publicaciones de vanguardia, desarrollando su teoría del Cine-Ojo. Vértov y los otros miembros del grupo rechazan de plano todos los elementos del cine convencional: desde la escritura previa de un guion hasta la utilización de actores profesionales, pasando por el rodaje en estudios, los decorados, la iluminación, etc. Su objetivo era captar la "verdad" cinematográfica, montando fragmentos de actualidad de forma que permitieran conocer una verdad más profunda que no puede ser percibida por el ojo. Según el propio Vértov, "fragmentos de energía real que, mediante el arte del montaje, se van acumulando hasta formar un todo global", permitiendo "ver y mostrar el mundo desde el punto de vista de la revolución proletaria mundial".
En 1922, Vértov comenzó la serie de noticiarios Kino-Pravda (Cine-Verdad). En la serie Kino-Pravda, Vértov filmó todo tipo de lugares públicos, en ocasiones con cámara oculta y sin pedir permiso. El más famoso noticiario fue Léninskaya Kino-Pravda, que mostraba la reacción a la muerte de Lenin en 1924. 
De 1923 a 1925, Vértov publicó alrededor de cincuenta números de Goskinó-Kalendar, una revista filmada.
En 1924, completó la primera película de animación soviética (El mapa político de Europa en dibujos animados), iniciada en 1922, seguida de otra, Juguetes soviéticos de 1924.
Vértov escribe en esa época numerosos artículos (el Cine-ojo, del Cine-ojo al Radio-ojo, etc.)
En 1927, su hermano, Mijaíl Kaufman, junto con el director Iliá Kopalin dirigió Moscú. Un recorrido del cine-ojo, un documental que muestra Moscú durante un día, filmada desde la mañana hasta la tarde la primavera de 1927. Los dos hermanos se separaron en ese momento y siguieron dos carreras independientes. 
Durante los años 20 rodó varias películas, pero destaca sobre todo El hombre de la cámara (Chelovek s kinoapparátom, 1929).
El hombre de la cámara muestra un día en la vida de un operador soviético, dedicado a filmar una ciudad soviética desde el amanecer hasta la noche. Se ha relacionado con una modalidad de documentales urbanos que tuvo éxito en la época, las "sinfonías de grandes ciudades", ejemplificadas por películas como París que duerme (1925), de René Clair, Berlín, sinfonía de una ciudad (1927), de Walter Ruttmann, o Lluvia (1929, ambientada en Ámsterdam), de Joris Ivens. Lo que distingue a la obra de Vértov de las citadas es la voluntad de realizar un análisis marxista de las relaciones sociales mediante el montaje. Además, El hombre de la cámara pone el acento en el proceso de producción y consumo del cine (rodaje, montaje y contemplación).

### Carrera tardía
La exitosa carrera de Vértov continuó en la década de 1930. Entusiasmo: Sinfonía del Donbás (1931), un examen de los mineros soviéticos, ha sido calificado como una "película sonora", con sonido grabado en el lugar, y estos sonidos mecánicos entretejidos, produciendo un efecto similar al de una sinfonía.
Tres años más tarde, Tres cantos a Lenin (1934) abordaba la revolución a través de los ojos del campesinado ruso. Para su película, sin embargo, Vértov había sido contratado por el Estudio Cinematográfico Gorki Mezhrabpomfilm, un estudio soviético que producía principalmente trabajos de propaganda. La película, terminada en enero de 1934 para el obituario de Lenin, no se estrenó públicamente en la Unión Soviética hasta noviembre de ese año. A partir de julio de 1934, se exhibió en proyecciones privadas a varios funcionarios soviéticos de alto rango y también a extranjeros destacados, como H. G. Wells, William Bullitt, y otros, y se proyectó en el 2º Festival Internacional de Cine de Venecia en agosto de 1934. En 1938, se estrenó una nueva versión de la película, en la que se incluía una secuencia más larga para reflejar los "logros" de Stalin al final de la película y se omitían las imágenes de los "enemigos" de la época. Actualmente existe una reconstrucción de 1970 realizada por Yelizaveta Svílova. Con el auge y la sanción oficial del realismo socialista en 1934, Vértov se vio obligado a reducir su producción artística personal de forma significativa, convirtiéndose finalmente en poco más que un editor para los noticiarios soviéticos. Canción de cuna, quizá la última película en la que Vértov pudo mantener su visión artística, se estrenó en 1937.
Tras su última obra de librería, Tres cantos a Lenin (Tri pesni o Lénine, 1934), Vértov fue relegado por el sistema estalinista a la producción de noticieros convencionales.
Dziga Vértov murió de cáncer en Moscú en 1954.
Entre 1968 y 1972, el Grupo Dziga Vértov, dirigido por Jean-Luc Godard, produjo intervenciones videográficas en Francia y en África.

## Su visión del cine

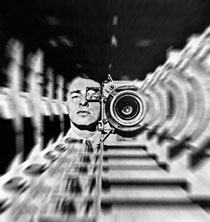
Cine Ojo de Vértov

Según Vértov, el “cine-drama” (ficción) es el opio del pueblo. Está, por tanto, en contra del guion, los decorados, la puesta en escena, los actores, los estudios y el documental de paisaje. Vértov todavía utiliza cierta preparación para la realización de su película.
Sin embargo, considera que la cámara es una mejora del ojo humano, que es imperfecto. Por lo tanto, debemos usar la cámara para la lucha de clases. Y por lo tanto utilizar el “Cine-Ojo” para poder “tomar la vida en el acto. "
Estas convicciones que están en el origen de su carrera como cineasta evolucionarán, sin embargo, con el tiempo. Lo "tomado de la vida" es así objeto de un hábil y complejo montaje que permite desarrollar un tema desligado de la restitución de las cosas tal como son. Con el cine sonoro y hablado, la palabra de los proletarios permite planos más largos y un desplazamiento del centro de gravedad de la película sobre la fisonomía, las emociones que el rostro y los gestos pueden traducir.
Lo que también hay que subrayar en la concepción vertoviana del cine es el dispositivo colectivo que propugna: la recogida de materiales fílmicos se hace con la ayuda de operadores enviados a todos los puntos del país (la "sexta parte del mundo") pero también corresponsales locales, aficionados animados a "traer a colación" sus testimonios orales, escritos o fotografiados y filmados al centro de edición ocupado por el director. En palabras del teórico y dramaturgo Serguéi Tretiakov, Vértov se ve a sí mismo como un "coordinador" en lugar del creador demiúrgico contra el que había luchado desde la década de 1920.

## Filmografía seleccionada

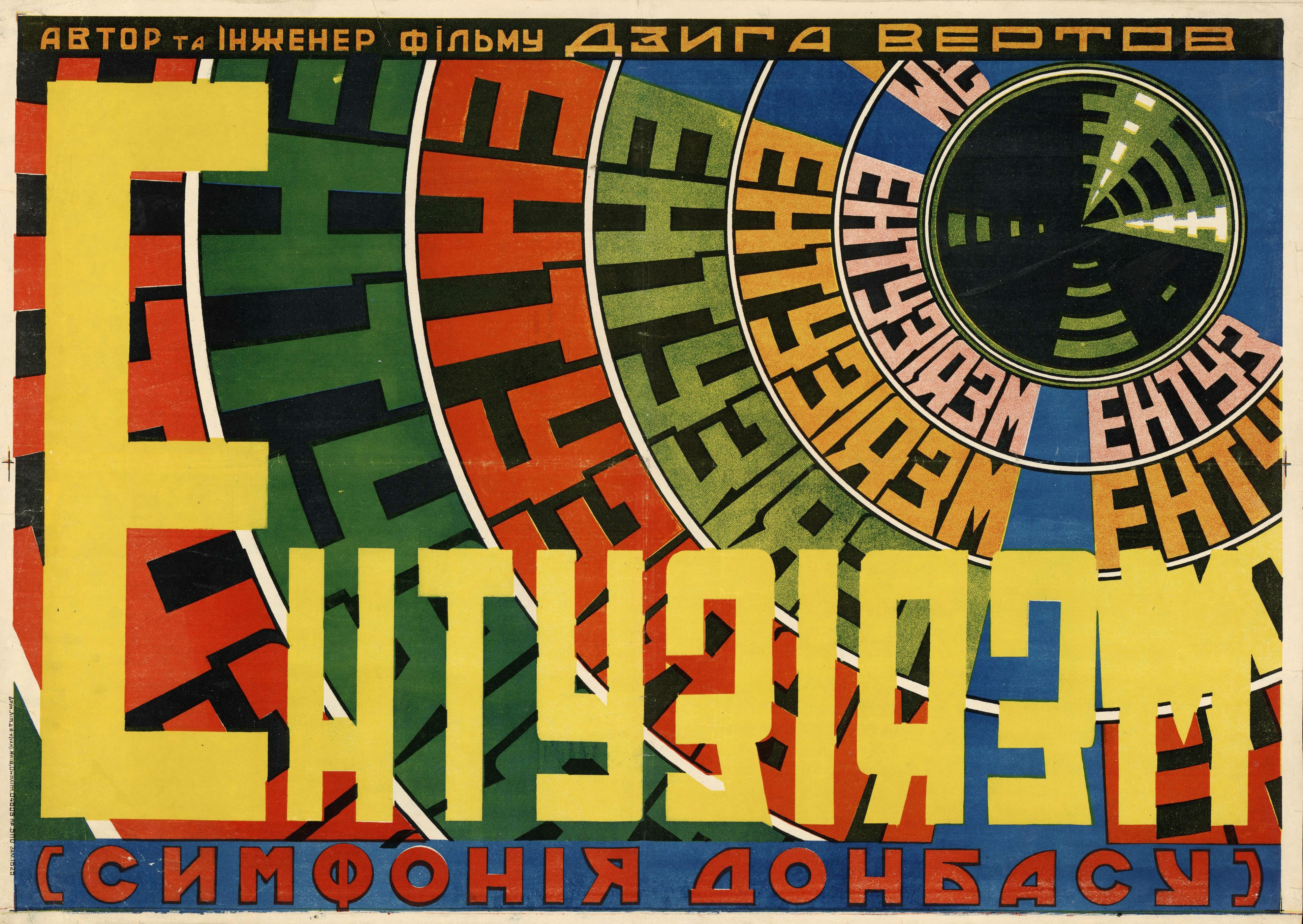
Cartel de Entusiasmo / Sinfonía del Donbás
Ентузіазм / Симфонія Донбасу

- 1918-1919 — Cine-Semana (Кинонеделя - Kinonedelia): 43 noticiarios

- 1919 — Aniversario de la Revolución (Годовщина революции - Godovschina revolyútsii): Documental

- 1920 — La batalla de Tsaritsyn (Битва в Царицыне - Bitva v Tsarítsyne)

- 1921 — El tren Lenin (Агитпоезд ВЦИК - Agitpóezd VTsIK): Documental corto

- 1922 — Historia de la guerra civil (История гражданской войны - Istóriya grazhdánskoi voyní): Documental

- 1922-1925 — Cine-verdad (Киноправда - Kino-Pravda): 23 números

- 1924 — Cine-ojo: La vida al imprevisto (Кино-глаз - Жизнь врасплох Kino-Glaz-zhizn vrasploj): Documental

- 1926 — La sexta parte del mundo (Шестая часть мира - Shestáya chast míra): Documental

- 1926 — ¡Adelante, Sóviet! (Шагай, Совет! / Моссовет - Shagái, Soviet! / Mossoviet): Documental

- 1928 — Undécimo (Одиннадцатый - Odínnadtsaty): Documental

- 1929 — El hombre de la cámara (Человек с киноаппаратом - Chelovek s kinoapparátom): Documental

- 1930 — Entusiasmo / Sinfonía del Donbás (en ucraniano: Ентузіазм / Симфонія Донбасу; en ruso: Энтузиазм: Симфония Донбасса - Entuziazm: Simfóniya Donbassa): Documental

- 1934 — Tres cantos a Lenin (Три песни о Ленине - Tri pesni o Lénine): Documental

- 1937 — A la memoria de Sergó Ordzhonikidze (Памяти Серго Орджоникидзе - Pámyati Sergó Ordzhonikidze): Documental

- 1938 — Tres heroínas (Три героини - Tri gueroíni): Documental

- 1944 — En las montañas de Alá-Tau (В горах Ала-Тау - V goraj Alá-Tau)

- 1954 — Noticias del día (Новости дня - Nóvosti dnya)

## Familia
El hermano de Vértov, Borís Kaufman, fue un director de fotografía que trabajó con Jean Vigo en L'Atalante (1934) y mucho más tarde para directores como Elia Kazan en Estados Unidos, que ganó un Oscar por su trabajo en On the Waterfront. Su otro hermano, Mijaíl Kaufman, trabajó con Vértov en sus películas hasta que se convirtió en un documentalista por derecho propio. El debut de Mijaíl Kaufman como director fue la película En primavera  en 1929.
En 1923, Vértov se casó con su colaboradora de toda la vida Yelizaveta Svílova.

## Influencia y legado
El legado de Vértov aún pervive hoy. Sus ideas se repiten en el cinema verité, el movimiento de la década de 1960 que lleva el nombre de "Kino-Pravda" de Vértov. Las décadas de 1960 y 1970 vieron un resurgimiento internacional del interés por Vértov.
El estilo independiente y exploratorio de Vértov influyó e inspiró a muchos cineastas y directores como el situacionista Guy Debord y compañías independientes como Vertov Industries en Hawái. El Grupo Dziga Vértov tomó prestado su nombre. En 1960, Jean Rouch utilizó la teoría fílmica de Vértov al realizar Crónica de un verano. Su compañero Edgar Morin acuñó el término "cine verité" al describir el estilo, utilizando la traducción directa de "KinoPravda" de Vértov.
El movimiento Free Cinema en el Reino Unido durante la década de 1950, el Direct Cinema en Norteamérica a fines de la década de 1950 y principios de la de 1960, y la serie  Candid Eye  en Canadá en la década de 1950 básicamente tenía una deuda con Vértov.
Este renacimiento del legado de Vértov incluyó la rehabilitación de su reputación en la Unión Soviética, con retrospectivas de sus películas, obras biográficas y escritos. En 1962, se publicó la primera monografía soviética sobre Vértov, seguida de otra colección, "Dziga Vértov: artículos, diarios, proyectos". En 1984, para recordar el 30 aniversario de la muerte de Vértov, tres organizaciones culturales de Nueva York realizaron la primera retrospectiva estadounidense del trabajo de Vértov.
El teórico de los nuevos medios Lev Manovich sugirió que Vértov fue uno de los primeros pioneros del género del cine de base de datos en su ensayo  La base de datos como forma simbólica .